# محمد الحاج الدلائی
محمد الحاج الدلائی (انگلیسی: Mohammed al-Hajj ibn Abu Bakr al-Dila'i; نامشخص –۱۶۷۱) فرمانروای دودمان دلائی مراکش از سال ۱۶۵۹ تا ۱۶۶۳ بود. وی پس از سقوط سلسله سعدیان، سلطان مراکش اعلام شد.